# NGC 3668
NGC 3668 ist eine  Balken-Spiralgalaxie vom Hubble-Typ SBc im Sternbild Großer Bär. Sie ist schätzungsweise 161 Millionen Lichtjahre von der Milchstraße entfernt.
Das Objekt wurde am 20. März 1790 von Wilhelm Herschel entdeckt.

## NGC 3668-Gruppe (LGG 238)
| Galaxie   | Alternativname | Entfernung/Mio. Lj |
| --------- | -------------- | ------------------ |
| PGC 35105 | UGC 6429       | 171                |
| NGC 3668  | PGC 35123      | 161                |
| PGC 35601 | UGC 6520       | 166                |
| PGC 35219 | MCG +11-14-25  | 166                |
| PGC 35623 | MCG +11-14-29  | 167                |